# Municipio de Burlington (Pensilvania)
El municipio de Burlington (en inglés: Burlington Township) es un municipio ubicado en el condado de Bradford en el estado estadounidense de Pensilvania. En el año 2010 tenía una población de 791 habitantes y una densidad poblacional de 12.3 personas por km².

## Geografía
El municipio de Burlington se encuentra ubicado en las coordenadas 41°45′52″N 76°34′29″O / 41.76444, -76.57472.

## Demografía
Según la Oficina del Censo en 2000 los ingresos medios por hogar en la localidad eran de $35,724 y los ingresos medios por familia eran $40,536. Los hombres tenían unos ingresos medios de $26,667 frente a los $20,882 para las mujeres. La renta per cápita para la localidad era de $16,946. Alrededor del 9,9% de la población estaban por debajo del umbral de pobreza.